# Почаево (Белгородская область)
Почаево — село Грайворонского района Белгородской области. Входит в состав Смородинского сельского поселения.

## География
Село расположено по обе стороны небольшой речки Санок, правого притока реки Ворсклица. Расстояние до районного центра Грайворон — 25 км. На 1.01.2009 года в селе проживало 706 человек.

## История
Впервые с. Почаево упоминается в «Отказной книге на поместные земли солдат Самойлова полка Дмитрия Мишенина со товарищи», датированной 1676 годом. Первыми жителями села были служилые люди Хотмыжской крепости, получившие здесь наделы, а также переселенцы с Украины. Возникновение села Почаево относится к тому времени, когда получила широкую популярность Почаевская лавра на Волыни с иконой Богородицы Почаевской. Не исключено, что именно это обстоятельство и повлияло на выбор названия села.
К 1909 году в Почаево насчитывалось 317 дворов, в которых проживало 1 179 мужчин и 1 104 женщины. Земледелием занималось 290 дворов. Другими промыслами занимались 27 дворов.
В период коллективизации (конец 20-х-начало 30-х гг. XX в.) на территории села действовали три колхоза: имени Ленина, имени Кирова, «Красный Октябрь», объединенные в 1951 году в один — «Красный Октябрь».
22 июня 1941 года началась Великая Отечественная война. Из 400 жителей села Почаево, ушедших на фронт, не вернулись 183 человека. Тем же, кто остался в селе, пришлось дважды пережить немецкую оккупацию. Первую — с 19 октября 1941 года по февраль 1943 года. Вторую — с середины марта 1943 года по 6 августа 1943 года. Село было освобождено воинами 100-й стрелковой дивизии Воронежского фронта. В этом бою погибло 27 советских солдат и офицеров. Они были похоронены в братской могиле у Почаевской средней школы. В 1968 году на месте захоронения был открыт памятник погибшим воинам.
В 1963 году село Почаево было полностью электрифицировано.
В 1964 году на средства колхоза построена новая средняя школа, а в 1970 — Дом культуры.
В ноябре 1972 года Почаевский колхоз «Красный Октябрь» был объединён со Смородинским колхозом «Родина» в одно хозяйство, получив название «Красный Октябрь». В 2000 году колхоз преобразован в сельскохозяйственное предприятие ООО «Красный Октябрь».
В 1986 году по центральной улице села была проложена дорога с твердым покрытием.
С 1995 года в домах почаевцев появился природный газ. В 1998 году село полностью газифицировано.

## Достопримечательности
В рамках областной программы «500 парков Белогорья» на территории с. Почаево в октябре 2009 года заложен парк. В этом месте уже имелась небольшая дубовая роща. Её дополнили елями, клёнами, рябинами, ивами, сиренью, а также яблонями, вишнями, черешнями, сливами из частных плодопитомников. В высадке деревьев участвовали ветераны, школьники, депутаты земского собрания, работники администрации района. Обустроены пешеходные дорожки, ведётся строительство фонтана, будет организован детский городок.
В Грайворонском районе успешно реализуется областная программа «Развитие сельского туризма на территории муниципальных районов „Белгородский район“, „Город Валуйки и Валуйский район“ и „Грайворонский район“ на 2007—2010 годы». На сегодняшний день в живописных уголках района расположены около 100 туристических усадеб. Каждый желающий сможет открыть для себя мир старинного грайворонского фольклора, попробовать блюда национальной кухни, ознакомиться с ремёслами, побывать на народных празднествах и гуляниях.
На границе сел Косилово и Почаево организован туристический комплекс «Лесной хутор на Гранях». Он расположен среди лесных дубрав, рядом с чудодейственным озером Любви и целебным источником «Слеза». Сегодня комплекс предлагает следующие услуги: проживание в деревянных домиках с сеновалом на чердаке, знакомство с самобытной культурой края, участие в народных праздниках, обрядах и гуляниях, дегустацию традиционных блюд из русской печи, мастер-класс по народным промыслам и ремеслам, посещение пасеки, крестьянского двора, музея под открытым небом и сувенирной лавки.
В с. Почаево расположена усадьба пасечника «Петривки». Хозяева готовы предложить гостям экскурсию на пасеку, показать технологию пчеловодства, угостить душистым медом.
Сельская усадьба «Такушки» сумела соединить в себе современные удобства с настоящим русским колоритом. Эта усадьба принадлежит Черкасовой Галине Романовне, большому знатоку народного творчества, хранительнице многих рецептов по приготовлению традиционных русских блюд в печи и душистого хлеба с «таком». Здесь гостям покажут вышитые рушники и подзоры, выбитые занавесы и шторы, тканые дорожки, ковры, полотенца и покрывала, вязаные носки. Хозяйка преподаст мастер-класс по ковроделию, вышивке крестом и гладью, ткачеству, выбивке и вязанию.
Сельский туризм развивается. В 2009 году в Почаево открыта усадьба «Васильково». Для отдыхающих разработаны программы семейного, корпоративного и индивидуального пребывания, оздоровительных прогулок, меню из «бабушкиных рецептов».

## Население
| 2002 | 2009 | 2010 |
| ---- | ---- | ---- |
| 777  | ↘706 | ↘692 |